# 4444 Escher
4444 Escher este un asteroid din centura principală, descoperit pe 16 septembrie 1985 de Hans Norgaard-Nielsen, Leif Hansen și Philip Christensen.